# 祇園 (岡山市)
祇園(ぎおん)は、岡山県岡山市中区および北区にある地区。かつて上道郡祇園村(ぎおんそん)だった地区である。
岡山市の政令指定都市移行に伴う行政区設置により、中区分と北区分に分かれた。大部分は中区に属する。866番地（祇園地先）のみ北区に属する。郵便番号は703-8207（岡山東郵便局管区）。

## 中区

### 概要

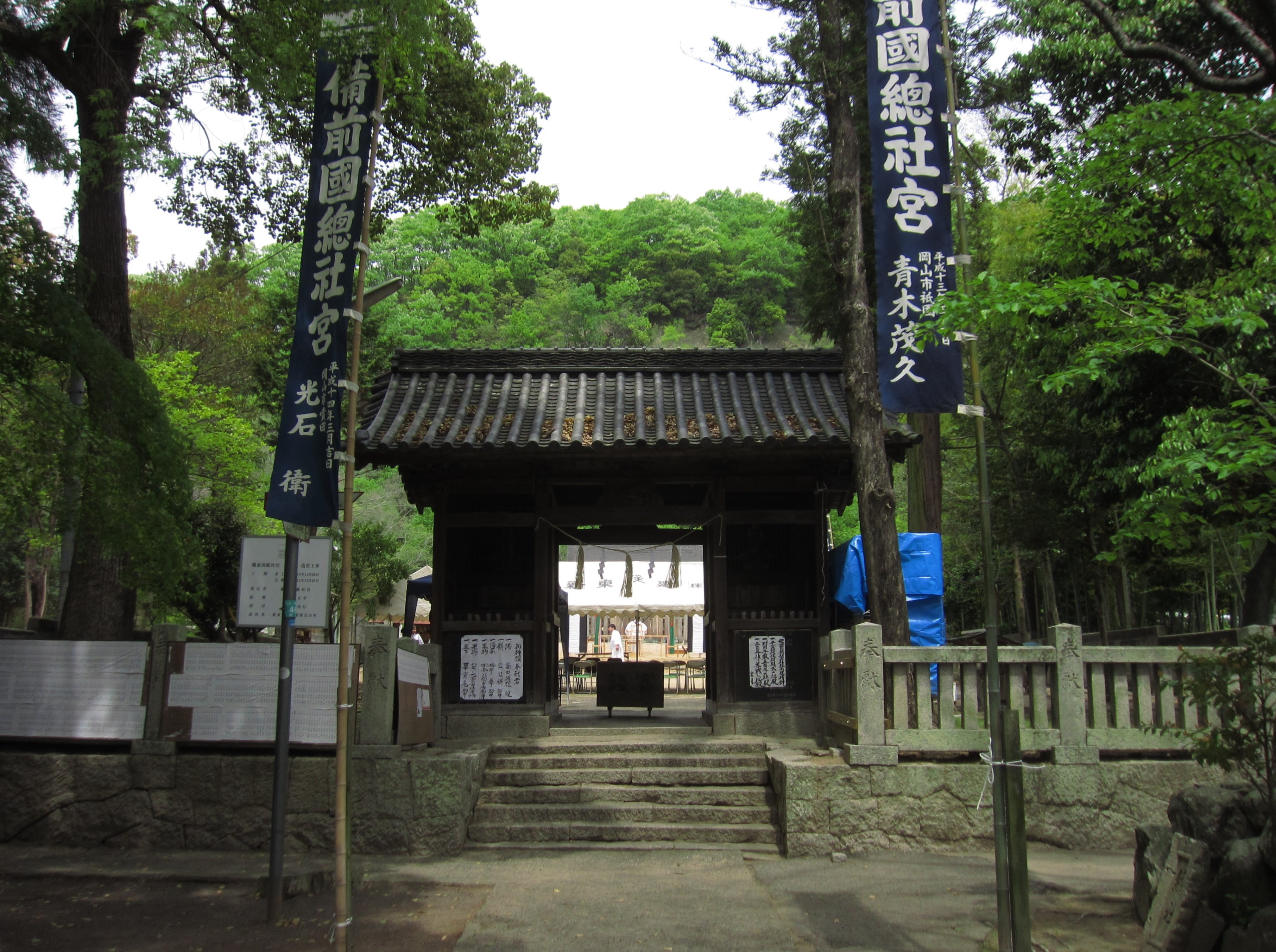
備前国総社

祇園地区の大部分を占める。龍ノ口山西北部〜西部〜西南部および、その周辺の平地にあたり、旭川西岸に位置する。地区内北端から旭川より取水された祇園用水の起点であり、用水は当地を貫流し、周辺各地へ流れている。
祇園や高島・国府市場・賞田・幡多などの付近一帯は、古代に上道郡の中心部であり、備前国の中枢でもあった。備前国庁推定地も近い。また、龍ノ口山南西麓には備前国総社も鎮座し、現存する。同様に古社・素盞嗚神社が地区内南部の平地部に鎮座し、祇園の地名の由来となっている。
総社や素戔嗚神社の周辺に古くからの集落が形成されており、それ以外の平地部は田園であったが、現在は道路も整備されて新興住宅が多く立地し、新旧の集落が混在している。

### 各種施設
- 備前国総社
- 素盞嗚神社
- 就実学園グラウンド

## 北区

### 概要

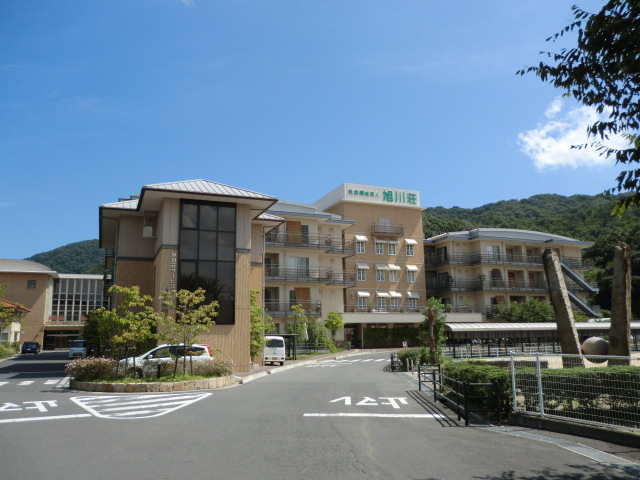
旭川荘

祇園地区内の北西の一部で、龍ノ口山西麓に位置する平地。旭川の分流の用水（祇園用水）に囲まれた地域である。
旭川荘と岡山県立岡山支援学校のある場所は湿地帯を整備した場所で、2000年ごろまで祇園地先と称されていた。
のどかな田園地帯で商業施設などはコンビニ及び、旭川荘内で障害者が働く福祉の店しかない。

### 各種施設
福祉施設
- 旭川荘

特別支援学校
- 岡山県立岡山支援学校

## 小・中学校の学区
公立の小・中学校に通学する場合、学区は次のように指定されている。
| 区   | 区域                | 小学校     | 中学校     |
| ---- | ------------------- | ---------- | ---------- |
| 北区 | 866番地（祇園地先） | 牧石小学校 | 岡北中学校 |
| 中区 | 上記を除く全域      | 高島小学校 | 高島中学校 |